# 輻射貓

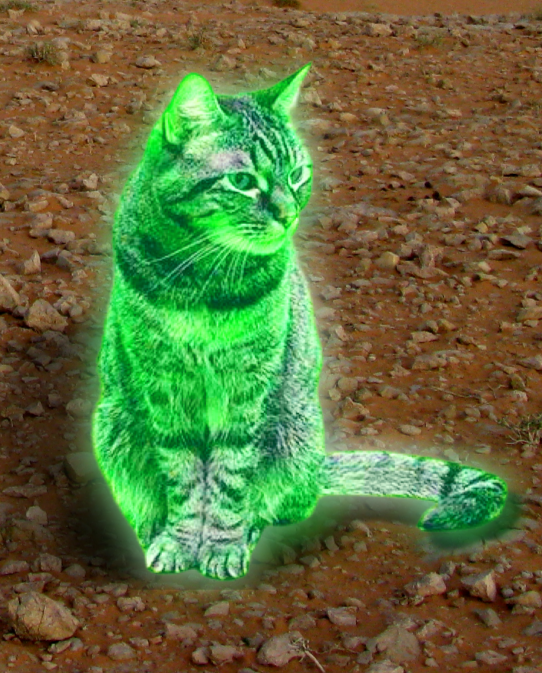
一幅輻射貓的藝術概念圖

輻射貓是一種假想的貓，透過基因工程改造後能在核輻射環境下改變外觀。哲學家法蘭索瓦絲·巴斯提德與保羅·法布里於1984年提出「活體輻射偵測器」構想，作為一種能延續萬年的長期核廢料警示訊息，延續了人類干擾任務組關於口述傳承輻射危險的構想。巴斯提德與法布里未指定具體動物，但創造「輻射貓」一詞來說明命名如何傳達功能，也未限定外觀變化形式，不過輻射貓常被設想為變色或發光。
美國政府從未認真考慮此提案，也未曾實際培育出偵測輻射的貓。但2015年蒙特婁一間實驗室發起「輻射貓解決方案」運動嘗試設計。此概念因流行文化廣為人知，包括啟發一首旨在流傳萬年的洗腦歌曲。经合组织核能署2019年報告指出，巴斯提德與法布里真正達成了提高社會對核廢料處理難題的認知。

## 提案背景
1981年美國能源部成立人類干擾任務組，旨在防止人類誤入尤卡山核廢料儲存場等放射性廢料存放地。任務組建議以「口述傳承」保存警示。語言學家托馬斯·西比奧克另提議在尤卡山周邊培育民俗傳說，透過年度儀式延續故事——即所謂原子祭司團。
1984年德國期刊《符號學雜誌》刊登12位學者對「萬年後溝通方式」的構想。巴斯提德與法布里提出培育與人類共存的「活體輻射偵測器」，以「輻射貓」為例，其名稱能隨語言演化仍傳達功能。二人未限定外觀變化形式，但以輻射暴露後皮膚病變的著色性乾皮症為例，此構想被稱為「貓型蓋格計數器」。他們進一步建議創造諺語與神話構成的民俗，教導人們在貓變色時逃離。

## 文化影響
此提案被形容為「充滿玩心」，2014年在設計播客《99%不可見》〈一萬年〉集討論核廢料長期儲存時引發關注。記者馬修·基爾蒂表示：
 萬年後這些歌謠或故事可能晦澀難懂，但只要傳達「貓變色處不安全」的觀念，我們就成功了。願輻射貓庇佑人類。 

《99%不可見》委託帝王X創作可能成為輻射貓民俗的歌曲。曾任科學教師的帝王X表示，他被告知要讓歌曲「洗腦到能傳唱萬年」。作品命名為《萬年洗腦神曲：勿近核廢料場（小貓別變色）》，以快速重複歌詞開場：
小貓別變色，

保持灰毛色，

遠離輻射害。

小貓別變色，

維持好模樣，

健康永常在。
2022年《每日新聞》指出該曲在Spotify僅4.8萬次收聽。帝王X承認歌曲「極不可能」實現原目的，但能促使人們思考核廢料問題。《晦澀誌》凱特·戈倫比耶夫斯基稱其「動感」，《商業內幕》艾瑞爾·施瓦茲評為「洗腦」。
位於美國加州奧克蘭的《99%不可見》還販售虛構棒球隊「奧克蘭輻射貓」T恤。
2015年紀錄短片《輻射貓解決方案》中，法國導演班傑明·于蓋訪談法布里與基爾蒂，影片顯示法布里聆聽帝王X歌曲並獲贈T恤。

## 實踐嘗試
1984年尚無技術實現此基因改造。2015年蒙特婁生物實驗室Bricobio發起「輻射貓解決方案」運動，試圖培育遇輻射變色的貓，並架設宣傳網站。構想包括利用生物發光（貓本不具備）或酶反應，計劃先從細菌、線蟲著手，再進展到貓。網站聲明此計劃嚴肅，並考慮變色貓的其他應用，如偵測有毒化學物質。

## 符號學影響
美國能源部未採納此提案；2010年尤卡山計劃終止，廢棄物隔離試驗廠改採花崗岩紀念碑與聯合國語言、納瓦荷語埋藏檔案。但提案引發核符號學與符號學領域持續討論。2018年馬蒂亞·蒂博與加布里埃萊·馬里諾於《國際法律符號學期刊》稱輻射貓為「可能的救世主意象」。蒂博後於《語言前沿》指出，此概念在2014年流行文化關注前已是符號學界的網路迷因，強調其探討「與未來溝通」和「未來內溝通」的雙重意義。
2019年经合组织核能署報告歸功基爾蒂復興此幾被遺忘的構想，並指出後續《小貓別變色》、紀錄片與Bricobio行動的影響，認為巴斯提德與法布里「終究達成了目標——其提案重點不在實際培育輻射貓，而在創造象徵以激發對核廢料與記憶保存挑戰的社會反思」。